# George Harjo
George Harjo (Sasakwa, Oklahoma, 1886 - 1952) fou un cap seminola. Era fill de Lehomahte Wesenta, darrer cap hereditari dels Tvsekayv Haco. Fou membre del Consell Seminola i aviat guanyà fama de líder i expert en afers econòmics. Fou nomenat cap dels Seminola d'Oklahoma del 1944 fins al 1952, i viatjà a Washington com a representant de la tribu en reclamacions de terres.